# Джакомо Дала Торе дел Темпио ди Сангуинето
Джакомо Дала Торе дел Темпио ди Сангуинето (на италиански: Giacomo Dalla Torre del Tempio di Sanguinetto) е велик магистър на Суверенния военен хоспиталиерен орден на Св. Йоан от Йерусалим, Родос и Малта.

## Биография
Роден е на 9 декември 1944 г. в Рим. Завършва литература и философия в Римския университет „Ла Сапиенца“ в Рим. След това специализира християнска археология и история на изкуството. През годините публикува академични есета и статии за аспектите на средновековната история на изкуството.
През 1985 г. постъпва в Малтийския орден като рицар на честта и предаността. Дава тържествен обет през 1993 г. По време на Генералния капитул на Ордена през 2004 е избран за Велик командор, а след смъртта на 78-ия Велик магистър фра Андрю Бърти, става временен заместник. След оставката на Велик магистър фра Матю Фестинг, става временен лейтенант, до избирането му за Велик магистър през 2018 г.
Умира на 29 април 2020 г.